# Kelly Ayotte
Kelly A. Ayotte (nascida em 27 junho de 1968) é uma política dos Estados Unidos, sendo senador por Nova Hampshire e membro do Partido Republicano. Ela anteriormente foi Procuradora-Geral de Nova Hampshire.

## Início de vida, educação e carreira
Ayotte nasceu em Nashua, em Nova Hampshire em 27 de junho de 1968. Ela estudou na Nashua High School. Ela recebeu um BA da Pennsylvania State University com especialização em ciências políticas. Em 1993, graduou-se na Villanova University School of Law, onde foi editora da Revista de Direito Ambiental.
Ayotte trabalhou no Adjunto do Supremo Tribunal de Nova Hampshire, por um ano. De 1994 a 1998, ela foi um associada do escritório de advocacia Raulerson & Middleton, localizado em Manchester. Em 1998, ela começou a trabalhar no escritório do procurador-geral de Nova Hampshire. Em 2003, tornou-se assessora jurídica do governador Craig Benson. Ela voltou para o escritório da Procuradoria Geral da República, três meses depois, tornando-se Procurador-Geral Adjunto. Em junho de 2004, Ayotte foi nomeada Procuradora Geral do Estado de Nova Hampshire pelo governador Craig Benson, após a renúncia do procurador Peter Heed em meio a alegações de que ele tinha assediado sexualmente uma funcionária do do Estado.

## Procuradora-geral de Nova Hampshire

### Ayotte v. Planned Parenthood of Northern New England
Em 2003, o Tribunal do Distrito Federal encontrou a lei de Nova Hampshire exigindo notificação aos pais do aborto de um menor, a chamada Minors and abortion, inconstitucional e ordenou a sua execução. Em 2004, o procurador-geral Peter Heed recorreu desta decisão para o Tribunal de Apelações para o Primeiro Circuito. O Tribunal de Apelações afirmou a decisão do Tribunal do Distrito. Em 2004, Ayotte, tendo substituído Peter como procuradora-geral, apelou para o Supremo Tribunal Federal. O governador John Lynch, ao assumir o cargo, apresentou oposição à notificação.
No caso de Ayotte v. Planned Parenthood of New England, o Supremo Tribunal anulou a decisão do Tribunal Distrital e reenviou o processo ao Tribunal Distrital. O Supremo Tribunal decidiu que invalidar totalmente o estatuto não é sempre necessário ou justificável, mas para tribunais mais baixos (como municipais) podem ser capazes de invalidar a notificação.
Em 2007, a Minors and abortion foi revogada pelo legislativo de Nova Hampshire, tornando uma nova audiência pelo Tribunal Distrital.
Em 2008, o juiz do Distrito Federal ordenou ao epartamento de Justiça de Nova Hampshire a pagar a Planned taxas Parenthood os custos judiciais, considerando que a posição Planned Parenthood tinha sido confirmada em todos os níveis de revisão judicial.  Em abril de 2009, Ayotte, como procuradora-geral, autorizou um pagamento de 300.000,00 a Planned Parenthood.

### Assassinato do policial Michael Briggs

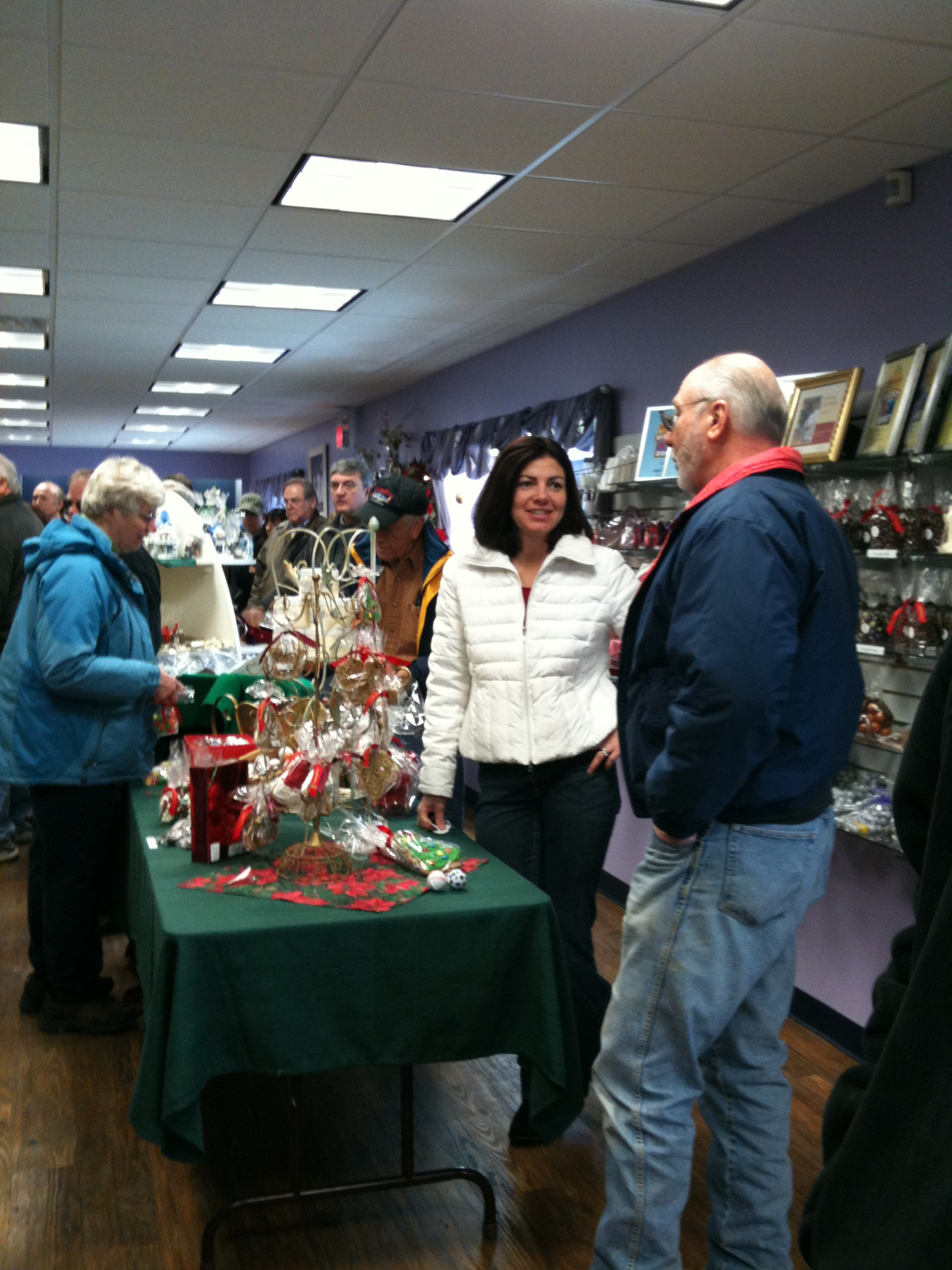
Kelly Ayotte em 24 de dezembro de 2009

Um caso resultou de assassinato resultou na sentença de pena de morte pelo assassinato de um policial que estava em plantão em 2006, em Manchester. Ayotte tem sido criticado por perseguir a pena de morte, em oposição à busca de uma sentença de prisão perpétua sem condicional. Processos buscando a pena de morte costuma custar vários milhões de dólares para serem realizados. Até o momento, o estado de Nova Hampshire gastou 2,7 milhões dólares em sentenças deste tipo. A pena de morte tem direito a recurso judicial. O réu, neste caso, era o único de Nova Hampshire a estar no Corredor da morte. Nova Hampshire não realiza a pena de morte em mais de setenta anos. Departamento de Correções estimou em 2008, que seria gasto 3,4 milhões para construir um prédio onde seria realizado a morte por injeção letal. Vários grupos sem fins lucrativos vem argumentando que o dinheiro gasto nestes caso de pena de morte seriam melhor aplicados na assistência às famílias das vítimas. Em 2009, o legislativo estadual criou uma Comissão para o Estudo da Pena de Morte em Nova Hampshire para estudar se Nova Hampshire deve abolir a pena de morte. A vítima no caso era branca e o réu um homem desempregado negro. Noventa e cinco por cento da população de New Hampshire é branca.
Membros da família do policial assassinado apareceram em anúncios de televisão para campanha de Ayotte ao Senado elogiando sua liderança.
E-mails trocados em 2006 entre Ayotte e seu estrategista da campanha de Rob Varsalone, em que se discutiu tanto o futuro de sua política e sua decisão de pedir a pena de morte no caso de Briggs, foram divulgados durante sua campanha de 2010 para o Senado. Seu adversário democrata Paul Hodes, acusou Ayotte de usar o caso para ganho político e politizar o caso.
Dois ex-promotores questionaram a conduta de Ayotte, pois segundo eles o promotor deve não deve dar peso às vantagens pessoais ou políticas, ou desvantagens que pode ser envolvidos "e" não deve permitir que seu julgamento seja realizado por sua própria política, financeira, ou por meio de interesses pessoais.

### Caso John Brooks
No segundo caso de assassinato na capital do estado, que Ayotte esteve envolvida em 2008, um júri do Condado de Rockingham condenou um empresário rico e branco de homicídio, segundo o júri ele contratou três homens para matar um trabalhador que o réu acreditava que o havia roubado. Nesse caso, o júri rejeitou a pena de morte e deu ao réu prisão perpétua sem liberdade condicional, embora o júri concluiu que fatores agravantes tinham superado em sua consideração da sentença. Alguns questionaram se a raça e a classe social mudaram a decisão do júri a não impor a pena de morte no caso.
Em um caso anterior, Ayotte como assistente do procurador-geral, tinha dois réus processados em Etna, Nova Hampshire. Em 2001, um casal, ambos professores da Faculdade de Dartmouth naturais da Alemanha, foram assassinados em sua casa. Os dois réus acusados no caso, ambos estudantes do ensino médio na época dos assassinatos, declararam-se culpados.

## Senadora dos Estados Unidos

### Eleição 2010

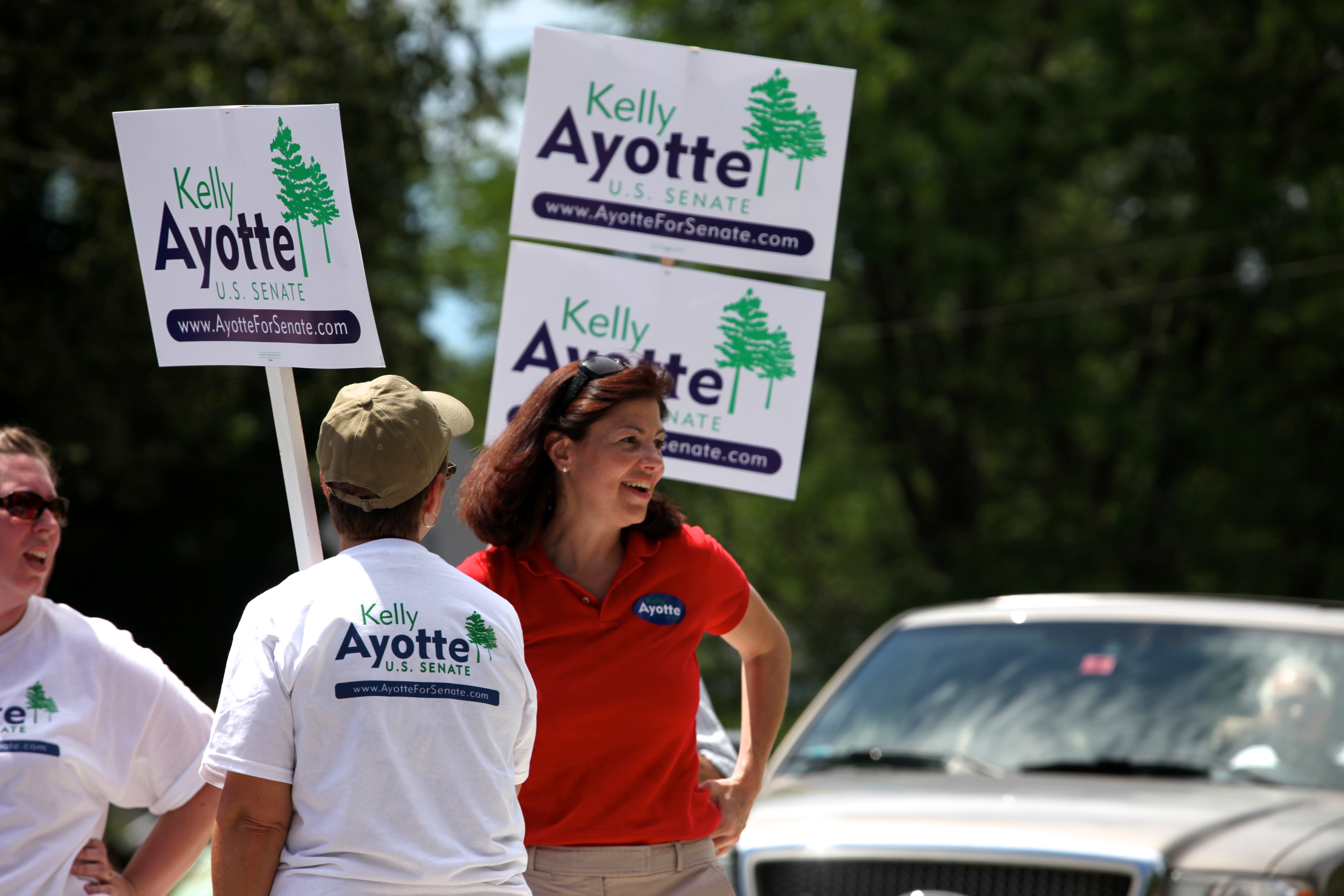
Ayotte em campanha em Amherst, Nova Hampshire no dia da Independência dos Estados Unidos em 2010.

O senador republicano Judd Gregg decidiu se aposentar, ao invés de concorrer a reeleição no como senador em 2010. Ayotte renunciou ao cargo de procuradora-geral em 7 de julho de 2009 para concorrer ao Senado dos EUA em 2010. Ayotte foi convidada pelo Partido Nacional Republicano (Comitê Nacional Republicano do Senado) em Washington para disputar a eleição. Em 14 de setembro de 2010, Ayotte derrotou o advogado Ovide Lamontagne, o empresário Bill Binnie e Jim Bender na primária republicana. Na eleição geral, Ayotte concorreu contra o representante democrata Paul Hodes, o candidato libertário Ken Blevens, e o independente Chris Booth.

### Endossos
Muitas figuras proeminentes do Partido Republicano foram para Nova Hampshire para ajudar Ayotte em sua campanha em 2010, incluindo John McCain, Sarah Palin, Mitt Romney, Haley Barbour, e Rick Santorum.

### Comitês atribuidos
- Comitê de Serviços Armados
- Comitê de Comércio, Ciência e Transporte
- Comissão de Pequenas Empresas e Empreendedorismo
- Comissão Especial sobre o Envelhecimento

### Histórico eleitoral
|  | Republicano  | Kelly Ayotte | 272.703 | 60,16% |
|  | Democrata    | Paul Hodes   | 166.538 | 36,74% |
|  | Independente | Chris Booth  | 9.285   | 2,05%  |
|  | Libertário   | Ken Blevens  | 4.754   | 1,05%  |